# Jasenje (Aleksinac)
Pour les articles homonymes, voir Jasenje.
Jasenje (en serbe cyrillique : Јасење) est un village de Serbie situé dans la municipalité d'Aleksinac, district de Nišava. Au recensement de 2011, il comptait 175 habitants.

## Démographie
| 1948 | 1953 | 1961 | 1971 | 1981 | 1991 | 2002 | 2011 |
| ---- | ---- | ---- | ---- | ---- | ---- | ---- | ---- |
| 346  | 347  | 324  | 281  | 247  | 224  | 210  | 175  |

|  |